# Domingo Lorenzo Rodríguez
Domingo Lorenzo Rodríguez (11 de noviembre de 1954) es un político valenciano. Fue diputado al Congreso en la XI y XII legislaturas por la circunscripción de Castellón.
Es licenciado en Derecho y tiene másteres en Prevención de Riesgos Laborales. Ha sido funcionario de la escala ejecutiva del Cuerpo Nacional de Policía. Durante la década del 1980 estuvo destinado a Valencia y formó parte de la Brigada Regional de Madrid de la Policía Judicial, implicada en la desaparición de Santiago Corella el nani. Aunque nunca fue acusado sí declaró en el juicio.
Posteriormente ha trabajado como director adjunto de prevención y seguridad de El Corte Inglés. Tras el proceso de primarias fue elegido candidato de Ciudadanos en la provincia de Castellón y fue elegido diputado en las elecciones generales españolas de 2015 y  2016.